# Princess Cyd
Pour les articles homonymes, voir Cyd.
Pour plus de détails, voir Fiche technique et Distribution.
Princess Cyd est un film américain écrit et réalisé par Stephen Cone (en), sorti en 2017.

## Synopsis
Désireuse d'échapper à la vie avec son père célibataire et dépressif, Cyd Loughlin, une athlète de 16 ans, rend visite à Myranda, sa romancière de tante à Chicago au cours de l'été. 
Là bas elle partage de nombreuses réflexions avec sa tante et en apprend beaucoup sur le respect. Elle y fait également la rencontre de Katie, une jeune fille du quartier dont elle tombera amoureuse. 

## Fiche technique
- Titre original : Princess Cyd
- Réalisation : Stephen Cone (en)
- Scénario : Stephen Cone
- Photographie :
- Montage : Christopher Gotschall
- Musique : Heather McIntosh
- Production : Stephen Cone, Grace Hahn, Bryan Hart
- Sociétés de production : Sunroom Pictures
- Sociétés de distribution :
- Pays d’origine :  États-Unis
- Langue originale : anglais américain
- Lieux de tournage : Chicago, Illinois, États-Unis
- Format : Couleurs
- Genre : Drame, romance saphique
- Durée : 96 minutes
- Dates de sortie :
  -  États-Unis :
    - 4 mai 2017 (Maryland Film Festival (en))
    - 17 juin 2017 (BAMcinemaFest)

## Distribution
- Rebecca Spence : Miranda Ruth
- Jessie Pinnick : Cyd Loughlin
- Malic White : Katie Sauter
- James Vincent Meredith : Anthony James
- Tyler Ross (en) : Tab
- Matthew Quattrocki : Ridley
- Roz Alexander : Anna May Bessinger
- Jerre Dye : Paul
- Jessica Ervin : la serveuse
- Max Fabian : Jimmy Sauter
- Paul Fagen : le coach des footballeuses
- Mitchell Fain : le manager du Coffee Shop
- Oksana Fedunyszyn : Bettie Martin
- Laura T. Fisher : Kip Sellers
- Bryce Gangel : Bailey Altman